# Dez de Maio (distrito)
Dez de Maio é um distrito do município brasileiro de Toledo, no estado do Paraná.